# George Hay (1er comte de Kinnoull)
George Hay (1570 - 16 décembre 1634) est un noble écossais et un responsable politique.

## Biographie
Il est le deuxième fils de Peter Hay de Megginch et de Margaret, fille de Patrick Ogilvy d'Inchmartin. Aucune date n'est enregistrée pour sa naissance, mais il est baptisé le 4 décembre 1570.
Vers 1588, Hay entre au Scottish College de Douai, où il étudie auprès de son oncle Edmund Hay jusqu'en 1596. Il est d'abord présenté à la cour par son cousin le comte de Carlisle. Hay sert comme gentleman de la chambre à coucher à partir de 1596. Le 18 février 1598, il obtient le prieuré des Chartreux de Perth et un siège au Parlement, mais, trouvant les revenus trop bas pour vivre, il rend le poste.
Le 15 novembre 1600, il reçoit des terres pour ses services au roi à l'occasion de la conspiration de Gowrie. Il est fait chevalier quelque temps avant le 18 octobre 1607, date à laquelle il apparait pour la première fois dans les archives sous le nom de Sir George Hay. Il est nommé Lord Clerk Register et membre du Conseil privé le 26 mars 1616. Il joue un rôle déterminant dans le passage des cinq articles de Perth (en) en 1618.
En 1619, le Conseil privé d'Écosse écrit au roi Jacques Ier pour défendre l'intérêt de Hay pour la fabrication du verre et du fer en Écosse, arguant que le verre écossais devrait être vendu en Angleterre sans droits de douane.
Le 9 juillet 1622, il est nommé lord chancelier et garde du grand sceau. Le 19 juillet 1625, les terres du comté d'Orkney lui sont transférées.
Le 7 mai 1625, il assiste aux funérailles de Jacques Ier à Londres et prête serment en tant que membre du Conseil privé écossais de Charles Ier. Il est créé vicomte de Dupplin et lord Hay de Kinfauns le 4 mai 1627.
En septembre 1629, il est collecteur d'impôts en Écosse. Il découvre que Marie Stewart, "My Lady Marre", a obtenu un coffre contenant d'importants documents concernant les impôts qui ont été conservés par feu Archibald Primrose, greffier des impôts. Elle fait quelques difficultés pour remettre les documents et s'absente d'Édimbourg pour le nord de l'Écosse.
Le 25 mai 1633, il est créé comte de Kinnoull à l'occasion du couronnement du roi Charles en Écosse.
En 1626, sa santé commence à se dégrader. Il est noté qu'il est absent du Conseil en juillet 1626 car il souffre de "la douleur de la goutte " très sévèrement. Deux ans plus tard, son "infirmité connue" est notée.
Il meurt d'apoplexie à Londres et est enterré dans l'église paroissiale de Kinnoull, dans laquelle un monument est érigé en son honneur.

## Mariage
Il épouse Margaret, fille de James Halyburton du manoir de Pitcur, paroisse de Kettins, le 15 novembre 1595. Ils ont trois enfants:
1. Peter Hay (décédé decessit vita patris à Kinfauns, 1621), célibataire
2. George Hay (mort en 1644)
3. Margaret, mariée à Alexander Lindsay, 2e Lord Spynie